# Дункан Маклауд
Ду́нкан Макла́уд (англ. Duncan MacLeod, читается: «Данкэн Маклауд») — персонаж вселенной телесериала «Горец». Дункан Маклауд является главным героем телевизионного продолжения трилогии «Горец», включающей сериал и фильмы «Горец 4: Конец игры» и «Горец 5: Источник».
«Горец: телесериал» изначально задумывался как продолжение телефильма «Горец» с той разницей, что роль Коннора Маклауда, которого в фильмах играл Кристофер Ламберт, должен был сыграть Эдриан Пол. Но актер попросил создать для него нового персонажа с собственной исторей, чтобы избежать прямых сравнений с Ламбертом и позволить Полу развивать характер собственного героя.
В результате в пилотном эпизоде Дункан Маклауд предстаёт в роли члена клана Коннора Маклауда и его ученика, а сериал сосредотачивается на истории его жизни, насчитывающей на данный момент четыре столетия.

## Телесериал
Сериал не рассказывает историю Дункана в хронологическом порядке, вместо этого основная последовательность событий воспроизводится в качестве воспоминаний, сопутствующих событиям настоящего времени, которое соответствует годам, в течение которых снимались шесть сезонов сериала, то есть 1992—1998.
В одиннадцатом эпизоде «Фамильное древо» отец Дункана вождь клана Маклаудов Иэн Маклауд, заявляет, что новорожденный Дункан был подкидышем, которым его жена Мери решила заменить их мертворожденного сына.
В том же эпизоде рассказывается, как Дункан, смертельно раненный в сражении, умирает на глазах у отца и вскоре воскресает, полностью исцелившийся. Поскольку его семья полагает, что он стал демоном, его изгоняют из клана. Хроника Наблюдателей этого периода ссылается на 1622 год, время спора с кланом Кэмпбелл.
В эпизоде «Сбор» Дункан и Коннор Маклауды рассказывают Тэсс, как Коннор, подвергшийся подобному испытанию в 1536, нашёл Дункана в 1625 и рассказал ему о его бессмертии, сделав своим учеником.
Множество ретроспективных отсылок к истории жизни Дункана рассказывают о множестве пережитых им за четыре столетия приключений, включая путешествия во Францию эпохи Возрождения, в Италию (1x22: «Охотники») и в Китай (1x03: «Отвергнутый путь»). Дункан был свидетелем Французской революции, участвовал в Первой (1x15: «Завтра Мы Умираем») и Второй мировой войне (3x19: «Смертные Грехи»), в сражении при Ватерлоо. Сериал концентрируется на приключениях, разделенных с друзьями Амандой и Хью «Фитцем» Фитцкерном.
На формирование характера Дункана повлияли многие вещи и многие люди. Начав свой путь как молодой, полный бравады (основанной на наивности), бессмертный, опрометчивый и необразованный, он постепенно меняется, путешествует по миру, получает образование, становится мудрее. Дункан говорит на многих языках, среди них гэльский, английский, французский, итальянский, русский, испанский, китайский, японский, немецкий и арабский языки, он является экспертом во многих формах боевых искусств. За свою жизнь он занимался многими вещами: был солдатом, работал телохранителем, редактором газеты, водителем машины скорой помощи во время Первой Мировой войны. На момент развития действия сериала он — дилер и владелец магазина антиквариата, чуть позже владелец школы самбо и учитель истории с частичной занятостью.
1992—1998 — время развития событий сериала — критический период для Дункана, в который происходит множество важных событий в его жизни. Пилотный эпизод «Сбор» изображает Дункана, возвращающегося к Игре после периода полуотставки, проведенного с подругой Тессой Ноэль, и рассказывает о встрече с членом его клана и наставником Коннором Маклаудом.
В течение шести сезонов сериала Дункан встречает много старых друзей и врагов. Он теряет людей (Тэсс, любовь всей его жизни (2x04: «Темнота»)), но заботится о своих бессмертных (монах Дариус («Охотники») и Хью Фицкэрн («Несчастный»)) и смертных друзьях (Чарли Десальво («Собратья по оружию»)). Берет под крыло Ричи Райана («Сбор»), впоследствии ставшего бессмертным («Темнота»), встречает новых людей, например, Джо Доусона, который рассказывает ему об организации Наблюдателей, которые тайно следят за всеми Бессмертными (2x01: «Наблюдатели»), Mитосa, старейшего из Бессмертных (3x16: «Митос»), демона Ахримена («Армагеддон»).

#### Место действия
Первая часть каждого сезона снималась в Ванкувере, Британская Колумбия, а вторая часть — в Париже, Франция. Это та причина, по которой Дункан путешествует вперед и назад каждые шесть месяцев.
В «Горец 4: Конец игры» рассказывается о Бессмертном Джейкобе Келле, который провел последние четыре столетия, всех близких Коннора Маклауда, обвиняя его в убийстве приемного отца. Келл хочет убить и Дункана, чтобы заставить страдать Коннора. Поэтому Коннор вынуждает Дункана убить его, поглотить его силы, таким образом, позволив Дункану победить Kелла. Дункан ещё раз теряет друга, но в конце он понимает, что смерть Коннора была необходима, и это был единственный возможный способ для него убить Kелла. Дункан хоронит Коннора в горах Шотландии, Гленфиннан, рядом с его первой женой Хетер.
В фильме «Горец 5: Источник» Дункан женился на смертной женщине по имени Анна, но расстался с ней. Он встретил её вновь на святой земле, участвуя в поисках Источника Бессмертия после смерти Джо Доусона. По достижении цели, победив стража, он входит в Источник вместе с Анной и узнаёт, что она беременна их ребёнком.

## История образа
Дункан Маклауд родился в Шотландии в 1592 году. Маклауд — один из кланов горной части Шотландии. Учитель — Коннор Маклауд. Местом проживания попеременно являются то Франция (в Париже Дункан живёт на барже на набережной Сены), то США (в начале Маклауд жил при своём антикварном магазинчике, а потом в апартаментах над спортзалом).
Главные враги: бессмертные Ксавье Сент-Клод, Джейкоб Келл, Калас, Кронос; наблюдатель Джеймс Хортон, демон Ахриман.
Главные друзья: любимая женщина Тесса Ноэль, наблюдатель Джо Доусон, бессмертные Риччи Райан, Адам Пирсон (Митос), Аманда.

#### Боевые навыки
Дункан считает себя «старым солдатом», война всегда была частью его жизни, он был воспитан, чтобы быть воином. Будучи перфекционистом, он всегда стремится к самосовершенствованию и никогда не упускает случая изучить новые приёмы. Для начала Дункан освоил искусство фехтования (может драться обеими руками), затем изучил боевые искусства во время путешествий по Восточной Азии. Его меч — катана, с головой Дракона на рукояти, которая была получена им от самурая Хидео Кото более 200 лет назад во время странствий по Японии. Дункан должен был унаследовать старинный меч своего (приемного) отца, вождя клана Маклаудов, но этого не произошло из-за его изгнания, меч остался в рамках клана (в одном из эпизодов он находит старинный клинок своего отца, висящий на стене в шотландской таверне, и использует его, чтобы убить бессмертного, который погубил его отца). На деле Дункан старается избежать убийства смертных, даже когда он вынужден бороться с ними, и старается использовать несмертельные методы борьбы. Хотя Маклауд участвовал во многих вооруженных столкновениях и ему знакомы навыки использования огнестрельного оружия, он редко появляется с пистолетом в течение сериала.

## Интересные факты
- В Америке Дункан ездит на чёрном Ford Thunderbird 1964 года. Во Франции на чёрном Citroen DS (1—5 сезоны) и зелёном Range Rover (6 сезон).
- Персонаж занял 1 место в списке «Доска почёта. Бессмертные» журнала «Мир фантастики»[2].
- В страйкболе и пейнтболе «маклаудами» (также иногда «горцами») называют игроков, не признающих своего поражения[значимость факта?].
- Также в качестве насмешливого прозвища используется в отношении участников дорожного движения (в первую очередь, пешеходов) и других людей в различных ситуациях, когда они явно пренебрегают разумными мерами безопасности.